# Bärenfang

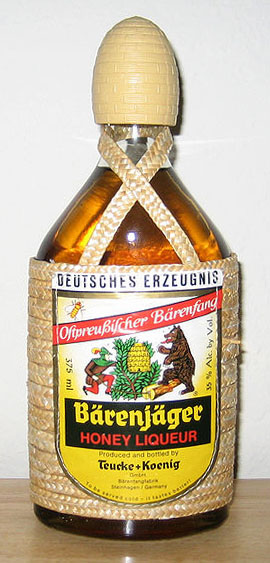
Bärenfang

Bärenfang, auch Meschkinnes oder Petzfang, ist ein aus Ostpreußen stammender Likör aus Honig, Gewürzen und hochprozentigem Alkohol. Bärenfang hat einen Alkoholgehalt zwischen 20 und 45 % Vol.

## Geschichte
Der Bärenfang entstand im 15. Jahrhundert in ostpreußischen Haushalten. In manchen Teilen Ostpreußens wurde der Bärenfang auch als Meschkinnes (meškinis, von meška, litauisch f. Bär) bezeichnet. Seit 1945 verbreitete sich diese Spezialität weltweit.
Der erste kommerzielle Anbieter von Bärenfang war die Firma Teucke & König aus Königsberg, mit ihrer Marke Bärenjäger, deren ursprüngliche Flaschenetiketten von einem Jäger mit einem eingefangenen Bären geziert wurden. Große Exporterfolge machten den Likör international bekannt, so dass sich in der Folge die deutsche Bezeichnung Bärenjäger oder Barenjager (ohne Umlaute) für diese Likörspezialität im englischen Sprachraum einbürgerte.
In Polen und Litauen ist das Getränk ebenfalls beliebt und wird dort seit dem 16. Jahrhundert als Krupnik genossen. In Russland wird von der Firma Stolichnaya ein ähnliches Getränk aus Wodka, Honig und 24 verschiedenen Kräutern und Gewürzen unter dem Namen Okhotnichya (wörtl. „Jägervodka“) vermarktet.
Aufgrund der einfachen Herstellung wird Bärenfang in Deutschland auch gern zu Hause zubereitet.

## Rezept

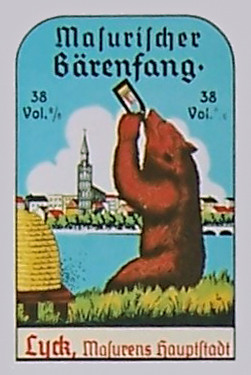
Flaschenetikett (1935)

Blütenhonig wird in Wodka oder hochprozentigem Alkohol aufgelöst. Dazu gibt man z. B. Vanilleschoten, Zimtstangen, Nelken, Zitronenschale und andere Gewürze und lässt das ganze einige Tage ziehen. Danach wird der Bärenfang durch ein feines Sieb gefiltert und eventuell zum Reifen in ein dunkles Gefäß gefüllt. Der Likör darf nicht zu kalt aufbewahrt werden, weil sonst der Honig wieder auskristallisiert.
Zur Herstellung von Bärenfang kursieren unzählige einfache oder kompliziertere Rezepte. Bärenfang wird meistens aus Blütenhonig hergestellt, da die Verwendung von Waldhonig (Honig aus Honigtau) eine bittere Note verursachen kann.